# バシレウス

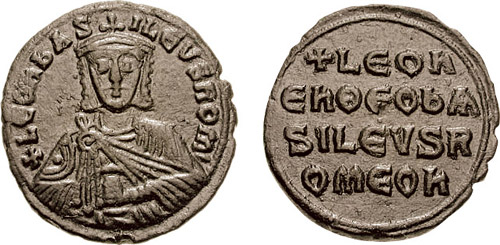
東ローマ皇帝レオーン6世（在位：886年 - 912年）の銅貨。裏面には "+LEOn En ΘEO bASILEVS ROMEOn"（レオーン、神に（忠実なる）ローマ人のバシレウス）と書かれている。

バシレウス（ギリシア語: Βασιλεύς; Basiléus）は、ギリシア語の君主の称号。元は「王」を意味するギリシア語であり、古代ギリシア世界ではラテン語の "rex" にあたるものであった。中世東ローマ帝国においては皇帝の称号となった。中世～現代ギリシア語の発音に忠実な表記では「ヴァシレフス」となる。

## 沿革

### 古代ギリシア
ミケーネ文明時代、王は「ワナカ」と呼ばれ、「バシレウス」は在地豪族的な有力者を指していた。紀元前1200年頃にミケーネ文明が崩壊すると各小王国のワナカは消滅し、その後の「暗黒時代」と呼ばれる時代には各地の「バシレウス」や族長を中心とした村落が形成されるようになった。紀元前8世紀ころから村落共同体の連合体が都市国家であるポリスへと発展すると、バシレウス達の中の最有力者がかつてのワナカのような王となったが、やがて王制は多くのポリスで廃止され、貴族制へと移行していった。

### 古代末期～中世

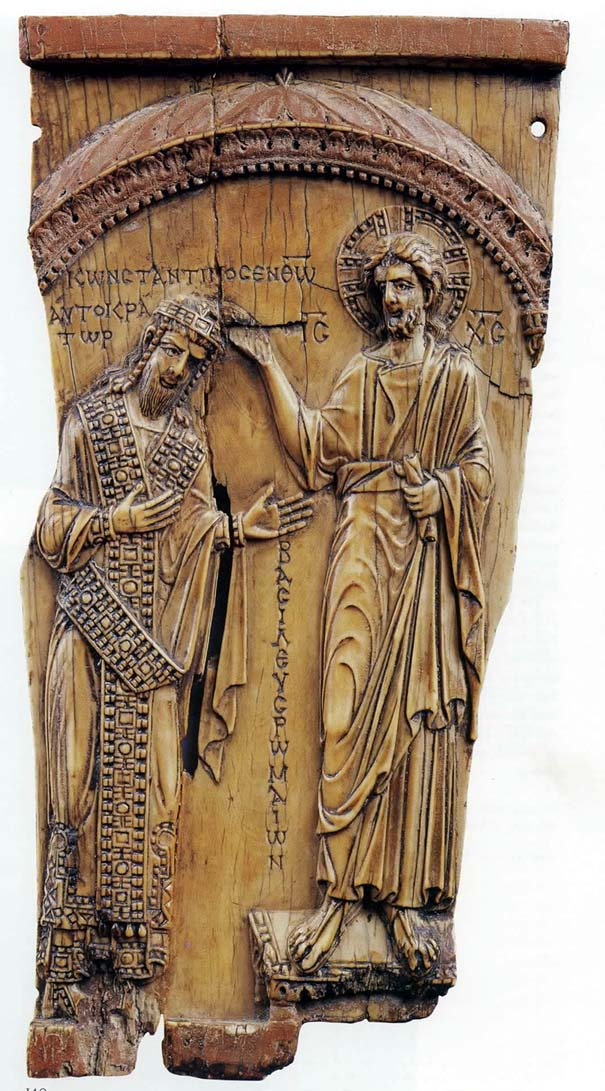
キリストに加冠される皇帝コンスタンティノス7世の象牙浮彫（10世紀 プーシキン美術館蔵）。コンスタンティノスの上にギリシア語で「コンスタンティノス、神に（祝福された）アウトクラトール」、キリストとコンスタンティノスの間に「ローマ人のバシレウス」と書かれている

古代ローマ帝国後期においては「インペラトル、カエサル、フラウィウス、アウグストゥス」が皇帝の称号であり、初期の東ローマ帝国でもそれが引き継がれていた。ギリシア語版の勅令でも「アウトクラトール（希: αὐτοκράτωρ 支配者の意。インペラトルに相当）、カイサル、フラウィオス」や「アウグストス（ないしは、同じ意味のギリシア語であるセバストス(希: σεβαστός ）)」と記されていた。
ところが629年にサーサーン朝に勝利して首都コンスタンティノポリスヘ凱旋した皇帝ヘラクレイオス（在位：610年 - 641年）は、「キリスト信者のバシレウス」とだけ名乗った。のちに「アウトクラトール、カイサル、フラウィオス、セバストス（またはアウグストス）」といった伝統的な称号も復活し、併記されるようになったが、以後これが東ローマ帝国における皇帝の称号として定着することになった。
当時、ゲルマン民族などの侵入によってラテン語使用地域の大半はローマ帝国の支配領域から離れてしまっており、新設された官位などもギリシア語の名称を使用するようになっていたことなどから、このことは帝国の公用語のギリシア語化、「ローマ帝国のギリシア化」を象徴するものとされているが、具体的になぜこの時期にヘラクレイオスが急に称号を変えた（即位時には伝統的な称号を使用していた）のかは定かではない。一説によればそれまで「バシレウス」は「諸王の王（シャーハンシャー、ギリシャ語では「バシレウス・バシレオーン」）」と称していたサーサーン朝の君主をさす用語であったものだったが、サーサーン朝を降したことによってヘラクレイオスが新たな「諸王の王」であると宣言した、とも言われている。
なお、本来「王」を示すバシレウスが皇帝を示す用語に変わったことから東ローマ帝国では他国の王を示す言葉として、ヨーロッパ諸国の王には「レークス」（ラテン語の "rex" 由来か）、アジア系民族には「カガノス」（可汗由来か）が使用されたという

### 近現代
ギリシア語版ウィキペディアでは近代ギリシア王国の国王はΒασιλιάς της Ελλάδαςと「バシレウス」を用いて表記される一方、東ローマ皇帝はΑυτοκράτορας του Βυζαντίου（ビザンティオンのアウトクラトール）と表記されている。また、日本の天皇はΑυτοκράτορας της Ιαπωνίαςであり、やはり「アウトクラトール」が使われている。